# Абоян, Игорь Артёмович
Игорь Артёмович Абоян (род. 30 июня 1960, Ростов-на-Дону) ― врач-уролог, доктор медицинских наук (1999), профессор (2004), Заслуженный врач Российской Федерации (2001). Почётный гражданин города Ростова-на-Дону (2014).

## Биография
Родился 30 июня 1960 года в городе Ростове-на-Дону. Игорь Артёмович Абоян в 1983 году окончил Ростовский ордена Дружбы народов медицинский институт по специальности «Лечебное дело» и в этом же году поступил в клиническую ординатуру на кафедру урологии Ростовского медицинского университета, которую закончил в 1985 году. В 1985―1988 годах работал старшим лаборантом кафедры урологии Ростовского медицинского университета. С 1988 по 1989 год был ординатором урологического отделения Медсанчасти завода «Ростсельмаш» города Ростова-на-Дону, затем заведующий отделением урологии Медсанчасти завода «Ростсельмаш» г. Ростова-на-Дону (1989―1992).
В 1992―1993 годах Игорь Артёмович работал заведующим урологическим отделением медсанчасти «Главростовстрой» города Ростова-на-Дону.
В 1990 году И. А. Абоян защитил кандидатскую диссертацию на тему «Диагностика и лечение эректильной импотенции при хроническом простатите и нейровегетативной простатопатии». В 1993―1997 годах был ассистентом кафедры урологии Ростовского медицинского университета.
В 1999 году Игорь Артёмович защитил докторскую диссертацию на тему «Современные методы диагностики и лечения доброкачественной гиперплазии предстательной железы», в этом же году была присвоена учёная степень ― доктор медицинских наук. В 1999―2002 годах работал доцентом кафедры хирургических болезней № 2 по курсу урологии Ростовского медицинского университета. С 2002 года был профессором кафедры урологии Ростовского медицинского университета. В 2004 году И. А. Абоян присвоено учёное звание профессора кафедры урологии Ростовского медицинского университета. В 2005 году профессор Абоян И. А. назначен главным внештатным урологом Министерства здравоохранения Ростовской области. В 2001 году Игорю Артёмовичу присвоено почётное звание «Заслуженный врач Российской Федерации». В 2006 году в Кремлёвском Дворце Съездов Абояну И. А. была вручена премия лучшим врачам России «Призвание» за создание нового направления в медицине.
С 1993 года и по настоящее время Игорь Артёмович Абоян работает главным врачом МБУЗ «Клинико-диагностического центра „Здоровье“» города Ростова-на-Дону.
Он является автором 528 научных работ; имеет 23 патента на изобретение, 3 свидетельства на полезную модель, 6 научных рекомендаций.
Под руководством профессора Абояна было защищено 12 диссертаций на соискание научной степени кандидата медицинских наук.
С 2012 года Игорь Артёмович является экспертом качества медицинской помощи Национальной медицинской палаты Российской Федерации.
Игорь Абоян ― квалифицированный уролог, он владеет техниками традиционных и эндохирургических вмешательств урологического профиля. Игорь Артёмович был первым в Ростове-на-Дону и Ростовской области, который внедрил в урологическом отделении КДЦ «Здоровье» проведение лапароскопических операций на почках, мочевом пузыре, эндоскопические операции и малоинвазивные вмешательства при заболеваниях нижних и верхних мочевых путей.
Абоян И. А. с 2014 года выполняет операции на системе da Vinci SI после прохождения обучения в Бельгии (тренинг-центр ОРСИ, клиника в Аальсте под руководством профессора А. Мотри).
В 2014 году И. А. Абояну присвоено звание Почётный гражданин города Ростова-на-Дону.

## Награды и звания[1]
- Юбилейная медаль в честь 250-летия города Ростова-на-Дону,
- Доктор медицинских наук, профессор,
- Заслуженный врач Российской Федерации,
- Почётная грамота «Лучший изобретатель Дона»,
- Диплом II степени по итогам областного конкурса «Лучший врач года» в номинации «Лучший руководитель медицинского учреждения»,
- Премия Министерства здравоохранения и социального развития Российской Федерации «Призвание» за создание нового направления в медицине,
- Благодарственное письмо губернатора Ростовской области, в связи с 70-летием Ростовской области,
- Общественная медаль «За верность клятве Гиппократа»,
- Медаль ордена «За заслуги перед Ростовской областью»,
- Почётный гражданин Ростова-на-Дону,
- Знак отличия «За заслуги перед городом Ростовом-на-Дону»,
- Памятная медаль «185 лет Байкову Андрею Матвеевичу»,
- Знак отличия «За ратную службу»[3].

## Членство в организациях
- С 1996 года ― член Европейской Ассоциации урологов[1].
- С 2007 года ― член Американской Ассоциации урологов[1].
- Вице-президент Ассоциации урологов Дона[4].
- Член правления Российского общества урологов[4].